# クリスティーナ・ニルソン

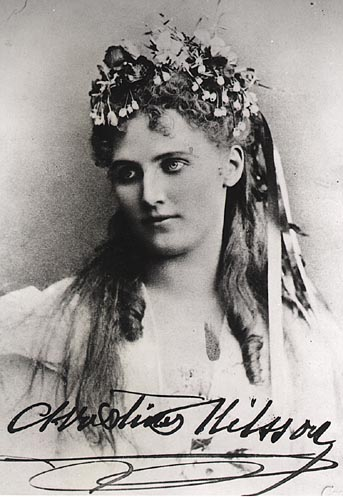
クリスティーナ・ニルソン

クリスティーナ・ニルソン（スウェーデン語: Christina Nilsson、1848年8月20日 – 1921年11月22日）として知られるクリスティーナ・ニルソン・カーサ・ミランダ伯爵夫人は、スウェーデンのオペラ歌手で、ドラマティック・コロラトゥーラ・ソプラノであった。純粋で輝かしい声（B3-F6）を持ち、ベルカント技法で最初は3オクターブ、後に2オクターブ半の音域をこなし、優美な容姿と舞台での存在感でも知られた。1888年に引退するまで20年間、国際的な歌手として第一線で活躍した。ヴィクトリア朝時代を代表する歌姫の一人であるアデリーナ・パッティと同時代人であったため、2人は評論家や聴衆からしばしば比較され、ライバルと見なされることもあった。ニルソンは1869年にスウェーデン王立音楽アカデミーの会員となった。

## 幼少期と教育
クリスティーナ・ニルソンはスモーランド地方ベクショー近郊のショーアボル（またはスヌッゲ）農場の林業小屋で、農民のヨナス・ニルソン（1798年-1871年）とスティーナ・カイサ・モンスドッター（1804年-1870年）の7人兄弟の末っ子として、クリスティーナ・ヨナスドッターとして生まれた。幼少期には地元の村の無償の学校に通い、読み書きを学んだ。幼い頃から音楽の才能を示し、歌とヴァイオリンやフルートの演奏に才能を発揮し、教区オルガニストのスヴェン・グランクヴィストから音楽の基礎を教わった。グランクヴィストは更なる音楽教育を受けるためにストックホルムに行くよう、ニルソンを説得しようとしたが、上手く行かなかった。クリスティーナの家族は非常に貧しかったため、そのような訓練を受けることは不可能であり、若いクリスティーナは教育資金を稼ぐために、両親や兄弟と一緒に地元の市場で演奏したりした。11歳のとき、ストックホルムの新聞『祖国』に彼女についての記事が掲載された。14歳のとき、ユンビィの市場で演奏していたところを裕福な地方判事のフレドリック・トルネルイェルムに見いだされた。トルネルイェルムは彼女のパトロンとなり、1857年から1858年の間、ハルムスタードでロイフーゼン男爵夫人アデライデ・ヴァレリウス女史から声楽の訓練を受けることができた。ヨーテボリに住んでいたチェコの作曲家ベドルジハ・スメタナは、1858年から1859年の間、彼女のピアノの教師をつとめた。アデライーデ・デ・ロイフーゼンの要請で、彼女は1859年9月にストックホルムに行き、そこでフランツ・ベルワルドに師事し、歌唱とヴァイオリンのレッスンを受け、音楽理論も教わった。ベルワルドのもう一人の弟子であるヒルダ・テゲルストロームも同時に幼いクリスティーナにピアノを教え、ベルワルドの妻マチルデは彼女にフランス語とドイツ語を教えた。

## 音楽教育

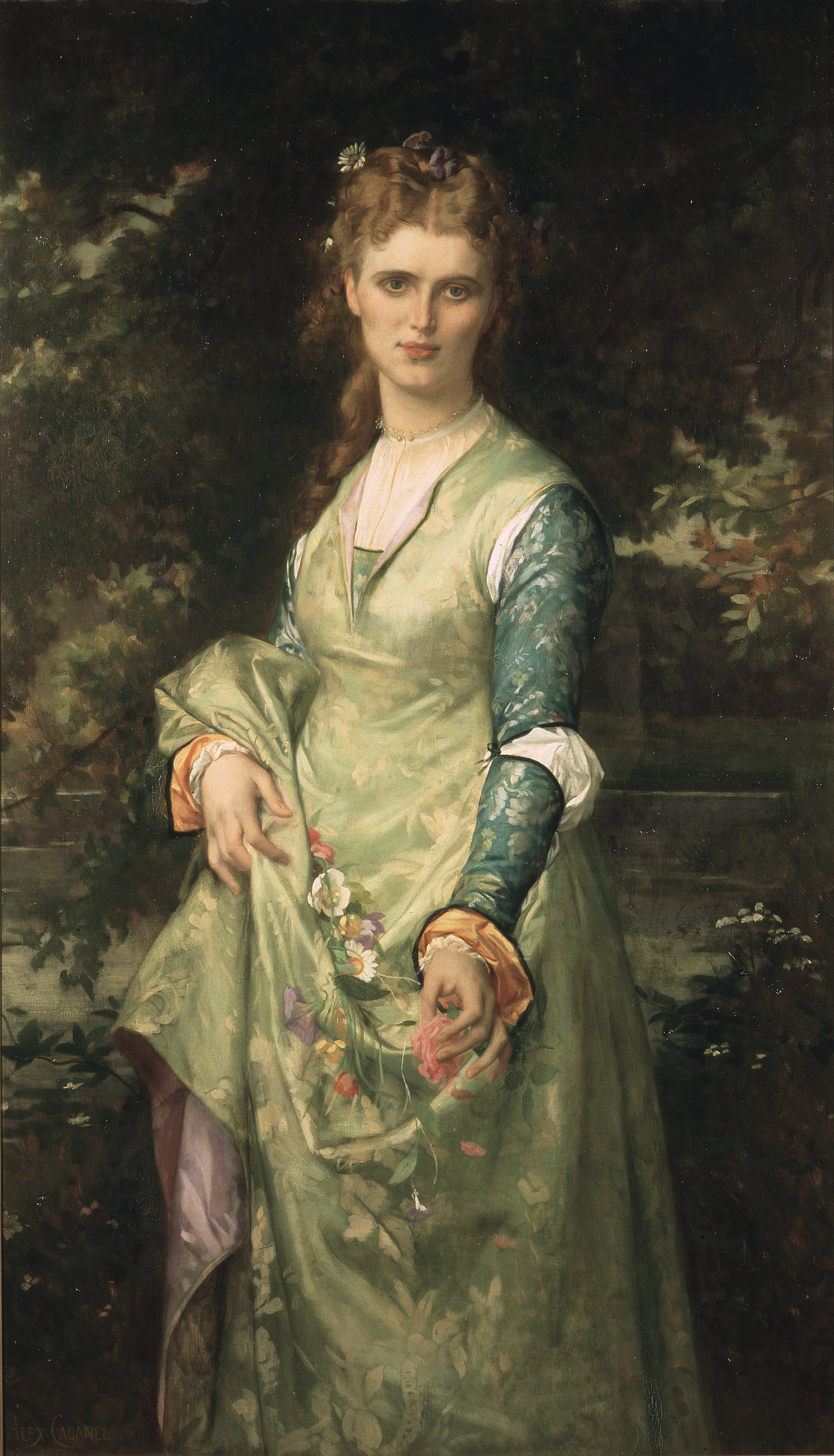
オフェリを演じるニルソン

1860年ニルソンはストックホルムとウプサラでのコンサートでプロデビューを果たしたが、賛否両論の評価を受けた。その後、彼女はパリで更なる訓練を受けることが決定された。アデライード・ド・ルーフーゼンの妹で画家のベルタ・ヴァレリウスがパリ旅行を計画しており、ニルソンが落ち着くまで付き添い役を務めることができた。パリでは、ニルソンは当初クレスピ夫人のペンションに滞在し、その後、バティニョールにあるクララ・コリネの学校に転校し、3年間そこで勉強した。彼女は1年間、引退したテノール歌手で声楽教師のジャン・ジャック・マッセに師事した。マッセはニルソンの声と上達ぶりに非常に満足していた。アデライード・ド・ルーフーゼンはマッセがニルソンを甘やかしていると考え、これに疑義を抱いた。また、マッセの訓練がニルソンの声に悪影響を与えかねないと懸念していたものと見られる。そのため、1861年の秋、アデライード・ド・ルーフーセンはニルソンを高名な歌手アドルフ・ヌーリの弟子であったフランソワ・ヴァルテルに指導者を変更した。ニルソンは3年間ヴァルテルのもとで学んだ。

## パリでの活躍
この時期、彼女はパリの音楽界との繋がりを築く機会を得た。学生時代の彼女の歌声を聴いたジャコモ・マイアベーアは感銘を受け、彼女のデビュー作として彼のオペラ『アフリカの女』のイネス役を提案した。しかし、事前にニルソンはブリュッセルを拠点とする興行主からイタリア・オペラへの出演依頼を受けていた。ところが、興行主が破産したため、この契約は頓挫することになった。1864年ニルソンはパリのリリック劇場のプリマドンナと支配人であったカロリーヌ・ミオラン＝カルヴァロとその夫レオン・カルヴァロからの申し出を受けることとなった。この年ニルソンはリリック劇場でジュゼッペ・ヴェルディのオペラ『椿姫』のヴィオレッタ役でオペラデビューを果たしたが、世間には無名であったにも関わらず、大成功を収めた。彼女は1867年まで同劇場の主要メンバーとなり、ミオラン＝カルヴァロと並んでモーツァルトの『魔笛』やマイアベーアの『ユグノー教徒』などのオペラに出演した。その他の役としてはフロトーの『マルタ』のハリエット役、モーツァルトの『ドン・ジョヴァンニ』のドンナ・エルヴィラ役などがある。彼女は1867年6月に再びハー・マジェスティーズ劇場においてヴィオレッタ役でロンドン・デビューを果たし、同年シャルル・グノーの『ファウスト』のマルグリート役でも出演した。ミオラン＝カルヴァロ（1859年にマルグリート役を創唱）は、この公演を聴くためにわざわざロンドンまで足を運んでいる。ロンドンでの他の公演にはドニゼッティの『ランメルモールのルチア』（1868年5月）のタイトルロールやモーツァルトの『フィガロの結婚』のケルビーノ（1868年6月）などがある。

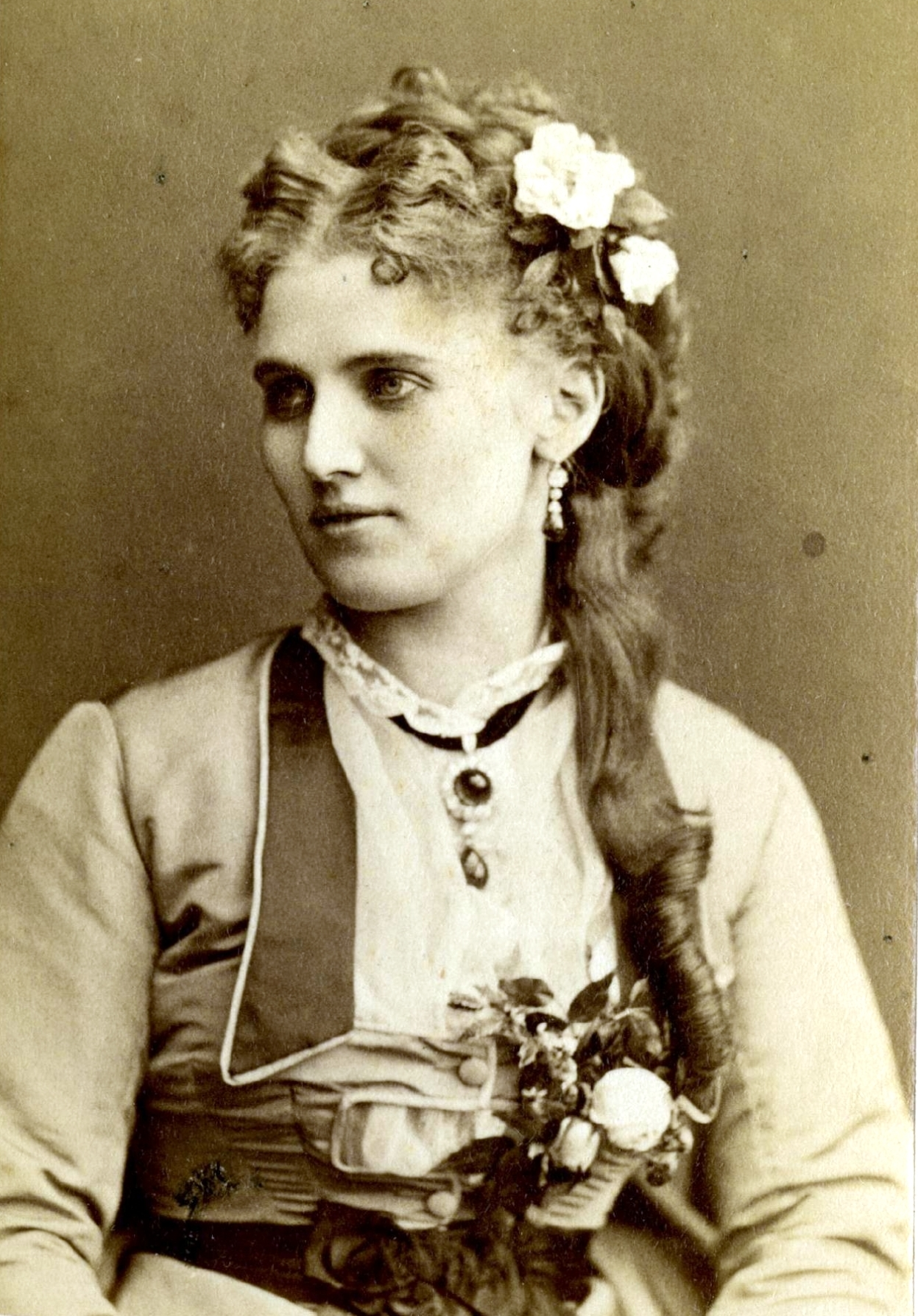
クリスティーナ・ニルソン

1868年ニルソンはリリック劇場からパリ・オペラ座に移籍し、アンブロワーズ・トマの『ハムレット』のオフェリ役を創唱した。続いて1869年にパリ・オペラ座が『ファウスト』を初めて上演し、パリで大きな話題となった。このオペラはリリック劇場のレパートリーの一部であったため、他のパリの歌劇場での上演は制限されており、リリック劇場のプリマドンナでありマルグリート役の創唱者であるミオラン＝カルヴァロがこの役を独占していた。しかし、1868年リリック劇場が倒産し、パリ・オペラ座が『ファウスト』の上演権を獲得したため、ミオラン＝カルヴァロはパリ・オペラ座への移籍契約を結んだ。ミオラン＝カルヴァロが新天地であるオペラ座でマルグリート役を歌うと期待されていたにも関わらず、この役はニルソンに与えられた。この決定は物議を醸し、当時の批評は2人の歌手の違いに焦点を当てて比較していた。賛否両論の評価があったにも関わらず、ニルソンはその後のキャリアを通じてこの役を頻繁に演じることになる。

## 国際的キャリア
ニルソンは1869年コヴェント・ガーデン王立歌劇場で『ランメルモールのルチア』でデビューし、『ハムレット』のロンドン初演にも参加した。1869年から1874年にかけては、コヴェント・ガーデン王立歌劇場、ドルリー・レーン劇場、ハー・マジェスティーズ劇場を転々とし、モーツァルト、マイアベーア、アンブロワーズ・トマ、ワーグナー、ヴェルディ、マイケル・バルフなど様々な作曲家の作品を歌った。
北米でのオペラデビューは1871年10月ボストンでグノーの『ファウスト』のマルグリートを再び演じた時であった。その後、同年ニューヨーク音楽アカデミーのオペラ公演に初登場し、トマの『ミニョン』のニューヨーク初演にも参加した。1871年から1873年にかけてはピッツバーグ、フィラデルフィア、ワシントンD.C.でもオペラに出演した。新しい役にはモーツァルトの『ドン・ジョヴァンニ』のツェルリーナ、ヴェルディの『イル・トロヴァトーレ』のレオノーラが含まれ、いずれもニューヨークで行われた。

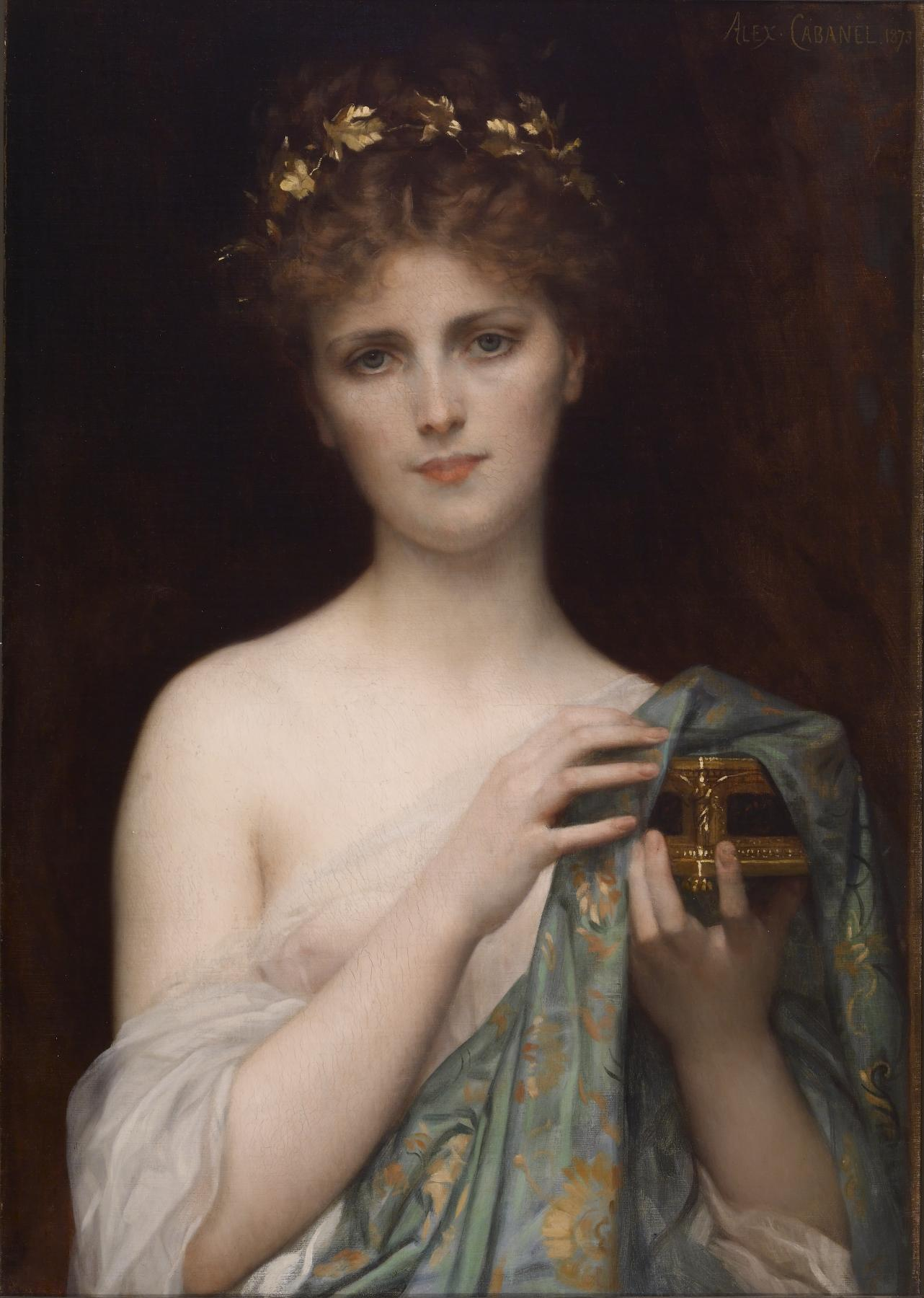
アレクサンドル・カバネルによる〈パンドラ〉、ニルソンがモデル

ニルソンは演奏旅行も行った。1870年秋にはアメリカ合衆国とカナダを巡業し（モーリス・ストラコッシュをマネージャーに迎えた）、9月にはニューヨークのスタインウェイ・ホールで初公演を行った。また、1872年から1875年にかけてはロシアを数回訪れた。北米ツアーは莫大な利益を上げ、推定20万ドルの収益とアメリカ国民の称賛を得た。最初のアメリカツアーが成功した後、ニルソンはイギリスに戻り、フランス人の株式仲買人オーギュスト・ルゾー（1837年生）と結婚した。1872年7月27日、ロンドンのウェストミンスター寺院で行われた結婚式は、新郎の家族によってボイコットされた。結婚生活は1882年2月まで続いたが、ルゾーは闘病の末、パリで亡くなった。
作曲家チャイコフスキーは1872年11月のモスクワ・デビュー公演でニルソンの『ファウスト』におけるマルグリートの解釈を聴き、彼女がゲーテの理想を体現していると論評した。ロシアでの彼女の公演は、皇帝夫妻を含む聴衆から好評を博し、皇帝夫妻からは貴重な宝石（現在、ベクショーのスモーランド博物館に展示されている）が贈られた。
1876年にニルソンはスカンジナビア旅行を行った。同年8月25日彼女はストックホルムの王立ストーラ劇場で上演された『ファウスト』でマルグリートを演じたほか、『ユグノー教徒』のヴァランティーヌと『ミニョン』のタイトルロールも演じた。また、ウプサラ、クリスチャニア（オスロ）、ヨーテボリ、ベクショー、マルメ、コペンハーゲンでも歌唱を行った。1877年1月ウィーン宮廷歌劇場にオフェリ役でデビューを果たし、その後オーストリア＝ハンガリー帝国宮廷歌手兼室内歌手に任命された。ブダペスト、ハンブルク、ブリュッセルでも公演を行い、その後ロンドンに戻り、再びオペラシーズンに出演した。1877年の秋に再度ロシアを訪れ、ロシア帝国室内歌手に任命された。

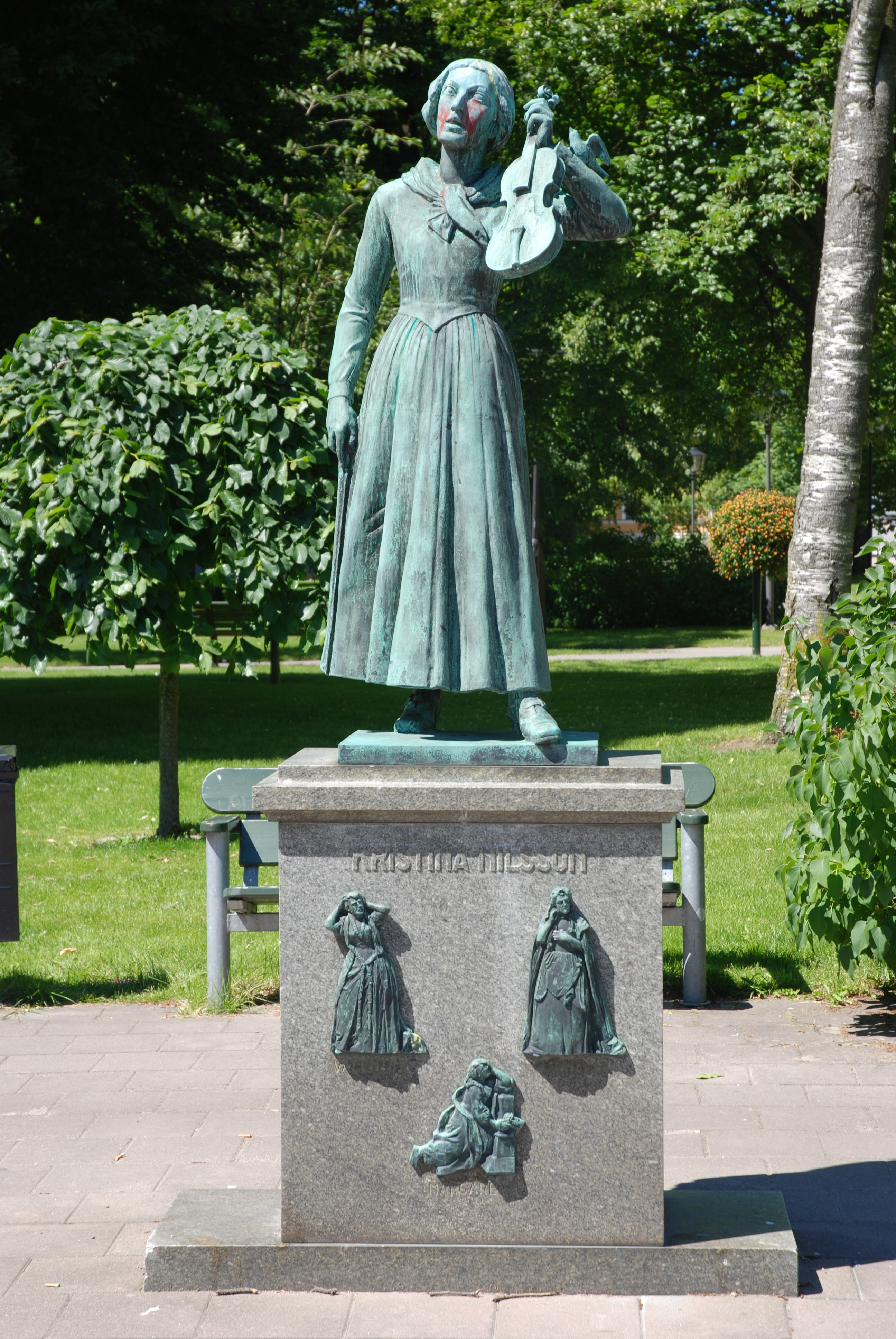
ニルソンの銅像

ニルソンは1879年にマドリードのテアトロ・レアルで『ファウスト』のマルグリート役でスペインでのオペラデビューを果たした。1880年夏にはロンドンのハー・マジェスティーズ劇場でアッリーゴ・ボーイトのオペラ『メフィストフェレ』のマルゲリータとトロイのヘレネーの2役を初演した。1881年秋には、ストックホルムで王室の結婚式に出演した。
1883年10月22日ニルソンはニューヨークのメトロポリタン歌劇場の落成式で『ファウスト』のマルグリートを歌った。その後、アメリカとカナダのいくつかの都市で公演を行った。同年後半には、ホワイトハウスでアメリカ合衆国大統領チェスター・A・アーサーのために歌を披露した。アメリカ合衆国での最後の公演は、1884年6月初旬だった。
1885年8月、彼女は再びスカンジナビアツアーを開始した。9月23日のストックホルムでの3回目のコンサートの後、ストックホルムのグランドホテルのバルコニーから演奏した。この時、世界的に有名なソプラノ歌手の演奏を聴くために推定5万人が集まったが、パニックが発生し、多数の死傷者が出た。ニルソンはその後もツアーを続け、スカンジナビア、ドイツ、プラハ、ウィーンでコンサートを行い、ベルリンでは1885年11月9日に初のリサイタルを開催した。

## 引退
1887年3月クリスティーナ・ニルソンはスペインのジャーナリストで外交官であったドン・アンヘル・ラモン・マリア・ヴァジェホ・イ・ミランダ・エス、カーサ・ミランダ・エス伯爵（1832年生）と結婚した。結婚式はパリのマドレーヌ教会で行われた。2人は1882年から交際しており、カーサ・ミランダの娘ロジータは1882年から1883年にかけてニルソンのアメリカ旅行に随行していた。ロジータが再婚したため、ニルソンは引退を決意し、1888年6月にロンドンのロイヤル・アルバート・ホールで2回の送別公演を行った。カーサ・ミランダ伯爵夫人として知られるようになったニルソンは、フランスとスペインに定住した。
1894年ニルソンは『若い歌手への助言』を出版した。また、自ら作詞した声楽とピアノのためのロマンスを2曲『私には友達がいた』（Jag hade en vän）と『オフェーリアの嘆き』（Ophelia's Lament）を作曲した。
1902年ニルソンは2度目の未亡人となった。4年後、彼女はベクショー郊外のヴィラ・ヴィークを購入し、晩年をそこで過ごした。彼女は1921年にベクショーで亡くなり、テグネル墓地に埋葬された。

## 評価

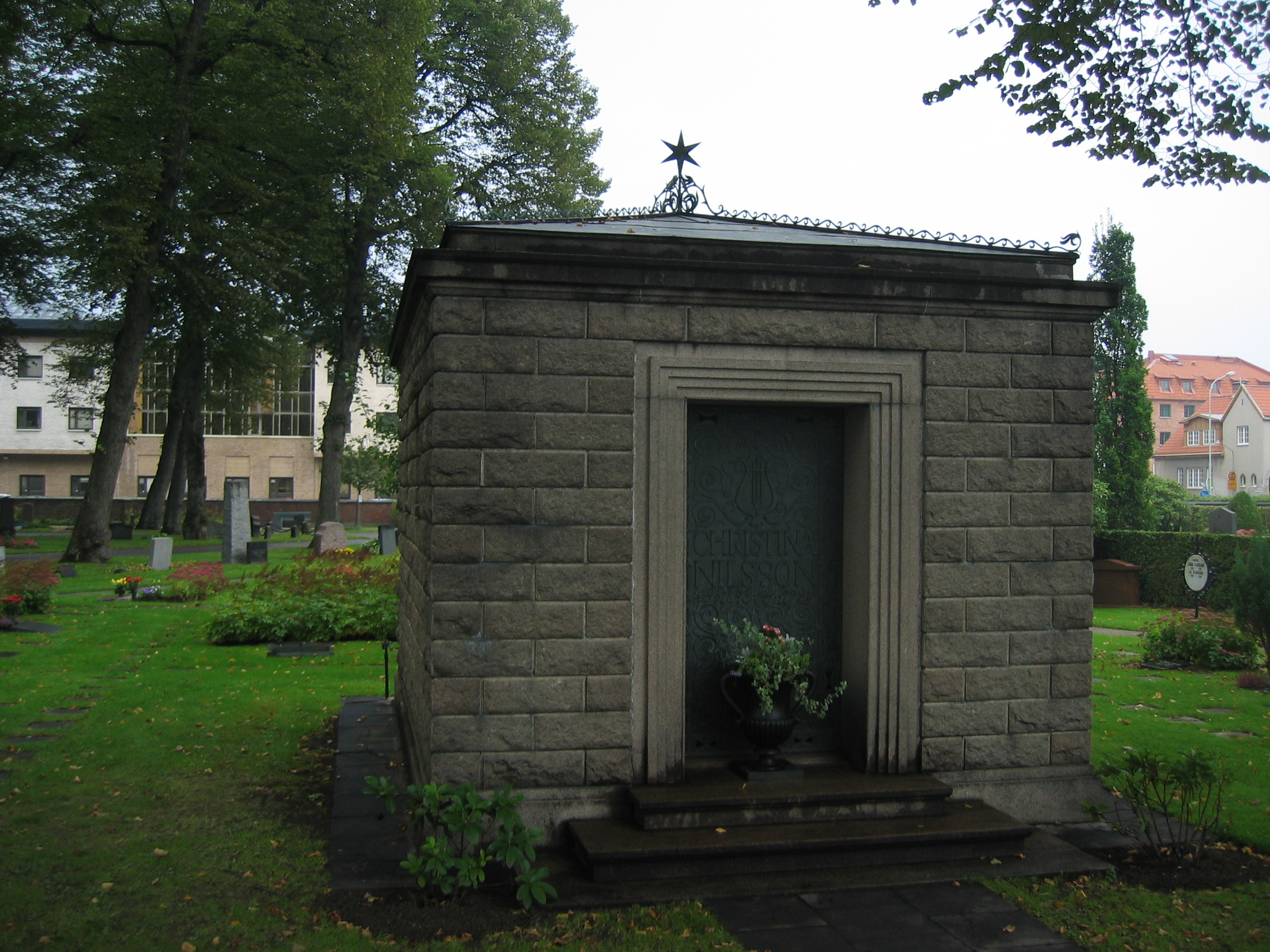
ニルソンの墓地

アデリーナ・パッティとは異なり、ニルソンは自身の声を蓄音機で録音することはなかった。ニルソンの声は中程度の力強さと評価されていたが、全盛期のニルソンの声は〈水晶のような輝き、響き、そして音色の純粋さ〉と評された。歌い始めた頃は音域が完全に均一で3オクターブ半も出せたと言われている。しかし、オペラ歌手として最初の3年間が経過すると、低いGナチュラルから高いDまで、楽に2オクターブ半まで出せる程度にとどまった。彼女は特にオラトリオにおいて〈透き通るように優美な声質〉でイギリスの聴衆に人気があった。パッティとの比較はよく行われ、ニルソンにはパッティの〈ベルベットのように官能的な甘美さ〉が欠けており、恐らくパッティのような〈完璧な歌唱技術〉も欠けていると言われていた。しかし、ニルソンの声はマルグリートやオフェリといった影のある役柄に最もよく似合う哀愁があり、〈誰も明確に定義できないような〉何か不思議な魅力があったと言われていた。あるイギリスの批評家は2人を比較して「パッティが歌うとき、人は雲雀が天国の門に昇る声を想起するが、ニルソンの声は門の向こう側から聞こえてくるような声を想起する」と結論づけた。

## 文学におけるニルソン

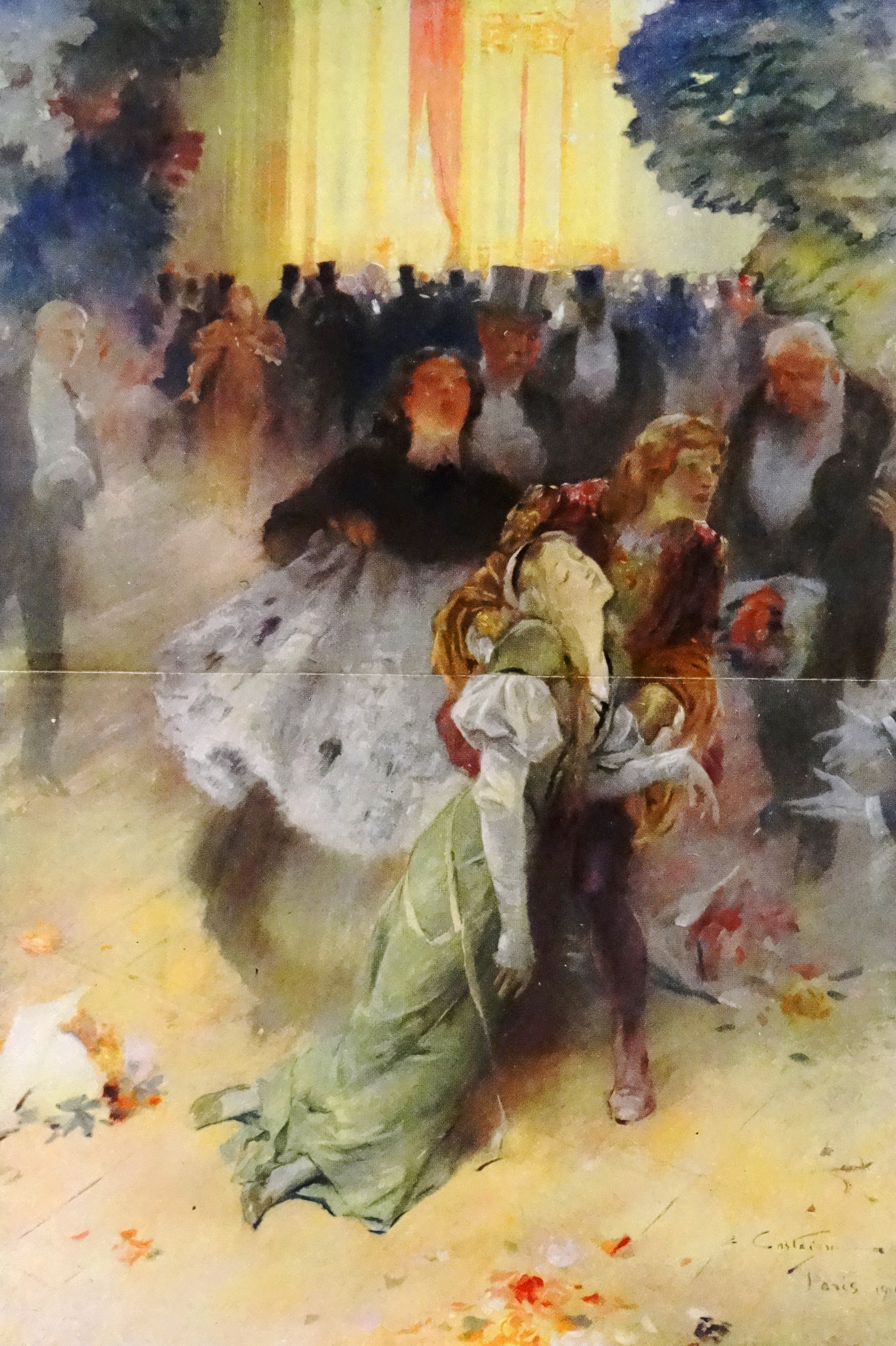
アンドレ・カステーニュによる『オペラ座の怪人』の挿絵

彼女はイーディス・ウォートンの小説『エイジ・オブ・イノセンス』に登場する脇役である。
レフ・トルストイの『アンナ・カレーニナ』でも言及されている。
彼女はガストン・ルルーの小説『オペラ座の怪人』のヒロインクリスティーヌ・ダーエ（Christine Daaé）のモデルになったと広く信じられている。ルルーは晩年、この役柄は実在のオペラ歌手に基づいており「本名はクリスティーヌ・ダーエと隠した」と言明している。また、ニルソンの幼少期の詳細は架空のクリスティーヌ・ダーエの経歴の詳細を強く反映しており、1869年のニルソンの『ファウスト』の公演に対する当時の批評から着想や言葉を借りているほどである。